# Telephanus velox
Telephanus velox es una especie de coleóptero de la familia Silvanidae.

## Distribución geográfica
Habita en el este de América del Norte.